# Istituto statale per sordi di Roma
L'Istituto statale per sordi di Roma (ISSR) è un centro di ricerca, documentazione, consulenza, formazione e aggiornamento sulla sordità che ospita diverse attività, organizzazioni e scuole che si occupano di sordità. Nell'ISSR le lingue di lavoro sono l'italiano e la LIS, lingua dei segni italiana.

## Descrizione
L'ISSR ha sede a Roma, in Via Nomentana 56; è stata la sede della prima scuola speciale per sordi in Italia, fondata nel 1784 dall'abate Tommaso Silvestri. 
Nel 2006, con la determinazione n° 396 del 25/07/2000 della Regione Lazio - Dipartimento n°9, le attività scolastiche fino ad allora condotte sotto il nome di “Istituto statale per sordi di Roma” confluiscono sotto il neonato Istituto statale di istruzione specializzata per i sordi (ISIS). L'ISSR diventa un ente pubblico non economico e viene posto sotto la vigilanza del Ministero della pubblica istruzione; continua le sue attività sotto la direzione di un Consiglio di Amministrazione presieduto da Simonetta Maragna: in quegli anni inizia l'attività di documentazione, consulenza, formazione e aggiornamento.
Nel 2006 viene nominato a commissario straordinario il professor Ivano Spano, incaricato di traghettare l'istituto verso la nuova veste di ente nazionale di supporto all'integrazione dei sordi. Il commissario straordinario raccoglie le attività esistenti e le formalizza in dipartimenti.

## Enti ospitati
All'interno dell'edificio sono ospitate, facendone parte integrante:
- Istituto statale di istruzione specializzata per sordi Antonio Magarotto
- Language and Communication Across Modalities Laboratory (LaCAM; dal 1988);
- Associazione Gruppo SILIS Onlus (1989, 1992);
- Centro Assistenza per Bambini Sordi e Sordociechi (CABSS);
- asilo nido Opera Montessori;
- Accademia Europea Scuola Interpreti LIS;
- Cooperativa "Le Farfalle";
- Associazione Famiglie Italiane Dei Sordi Bilingui (AFISBI);
- Associazione Italiana Corea di Huntington (AICH);
- Università Popolare Integrata per Sordi “Istituto Internazionale degli Studi e Promozione della Cultura Sorda” (UNILIS);
- Associazione Nazionale Interpreti di Lingua dei Segni Italiana (ANIOS);
- Cooperativa Sociale ONLUS "Il Treno"